# 趙二
摩羯座27，又名BD-21 5940，HD 201352、SAO 190069、HR 8091，是摩羯座的一颗恒星，视星等为6.25，位于銀經27.71，銀緯-39.23，其B1900.0坐标为赤經21h 3m 50s，赤緯-20° -39.23′ 29″。